# Schulter
Schulter – miasto (town) w Stanach Zjednoczonych, w stanie Oklahoma, w hrabstwie Okmulgee.